# 陳信吉
陳信吉（1975年—），台灣電影製片。

## 電影作品
- 2012年：《大稻埕》，執行製片
- 2015年：《紅衣小女孩》，創意製片
- 2017年：《紅衣小女孩2》，製片人
- 2018年：《花甲大人轉男孩》，製片人
- 2018年：《人面魚：紅衣小女孩外傳》，監製
- 2021年：《緝魂》，行銷總監
- 2021年：《當男人戀愛時 (電影)》，聯合監製
- 2022年：《如有雷同實屬不幸》開發中， 監製
- 2025年：《山忌 黃衣小飛俠》，監製

## 短片作品
- 2018年：《VR8K》《【紅衣小女孩：魔神仔】》，監製

## 影集作品
- 2023年：《百味小廚神》，第一季《百味小廚神-中元大餐》第二季《百味小廚神-午餐爭霸戰》製作人
- 2024年：《引路人》影集 製作中，監製